# Un garçon nommé Noël
Pour plus de détails, voir Fiche technique et Distribution.
Un garçon nommé Noël (A Boy Called Christmas) est un film de Noël fantasy britannique coécrit et réalisé par Gil Kenan, sorti en 2021. Il s'agit d'une adaptation cinématographique du roman éponyme de Matt Haig, paru en 2015. 

## Synopsis
A Londres, de nos jours, le soir de Noël. Alors qu'un veuf doit s'absenter pour aller travailler, une grand-mère, Ruth, s'occupe de ses trois petits-enfants et leur raconte une histoire très ancienne. Au XVIIIe siècle, en Finlande, un garçonnet, Nikolas que l'on surnomme "Noël", quitte son odieuse tante Carlotta pour retrouver son père bûcheron porté disparu depuis que, sous l'ordre du roi, il est parti rechercher le légendaire village des Elfes dont la magie pourrait redonner de l'espoir au peuple finlandais. Accompagné sur son chemin par un renne têtu, Blitzen, et d'une fidèle souris domestique, Miika, Nikolai se lance dans une quête initiatique dans les merveilleux paysages enneigés du Grand Nord, peuplés d'êtres et d'animaux dotés de pouvoirs magiques...

## Fiche technique
- Titre : Un garçon nommé Noël
- Titre original : A Boy Called Christmas
- Réalisation : Gil Kenan
- Scénario : Gil Kenan et Ol Parker, d'après le roman éponyme de Matt Haig
- Musique : Dario Marianelli
- Photographie : Zac Nicholson
- Montage : Peter Lambert et Richard Ketteridge
- Production : Graham Broadbent et Pete Czernin
- Sociétés de production : Canal +, Ciné + et Blueprint Pictures
- Sociétés de distribution : StudioCanal et Sky Cinema
- Pays d'origine :  Royaume-Uni et  France
- Langue originale : anglais
- Format : couleur
- Genre : fantasy
- Durée : 104 minutes
- Dates de sortie : 
  -  Royaume-Uni  : 26 novembre 2021
  -  France : 18 décembre 2021 (VOD)

## Distribution
- Henry Lawfull (VF : Aloïs Agaësse-Mahieu) : Nikolas « Noël »
- Jim Broadbent (VF : Philippe Catoire) : le Roi
- Maggie Smith (VF : Mireille Delcroix) : tante Ruth
  - Zoe Colletti (VF : Clara Quilichini) : tante Ruth enfant
- Sally Hawkins (VF : Agathe Cemin) : mère Vodol
- Michiel Huisman (VF : Marc Arnaud) : Joel, le père de Nikolas
- Toby Jones (VF : Frédéric Cerdal) : père Topo
- Rune Temte (VF : Vincent Bonnasseau) : Anders
- Indica Watson : Tite Noosh
- Kristen Wiig (VF : Marie Diot) : tante Carlotta
- Stephen Merchant (VF : Emmanuel Curtil) : Miika la souris (voix)
- Rishi Kuppa :  Ti Kip
- Joel Fry (VF : Alex Fondja) : Matt